# David Landau
David Landau, nato David H. Magee (Filadelfia, 9 marzo 1879 – Hollywood, 20 settembre 1935), è stato un attore statunitense.

## Filmografia parziale
- Per una donna (I Take This Woman), regia di Marion Gering (1931)
- Un popolo muore (Arrowsmith), regia di John Ford (1931)
- Taxi!, regia di Roy Del Ruth (1931)
- Polly of the Circus, regia di Alfred Santell (1932)
- Amateur Daddy, regia di John G. Blystone (1932)
- The Purchase Price, regia di William Wellman (1932)
- I fratelli Marx al college (Horse Feathers), regia di Norman Z. McLeod (1932)
- Tentazioni (The Cabin in the Cotton), regia di Michael Curtiz (1932)
- Heritage of the Desert, regia di Henry Hathaway (1932)
- L'aeroporto del deserto (Air Mail), regia di John Ford (1932)
- Io sono un evaso (I Am a Fugitive from a Chain Gang), regia di Mervyn LeRoy (1932)
- I milioni... che disgrazia! (They Just Had to Get Married), regia di Edward Ludwig (1932)
- Lady Lou (She Done Him Wrong), regia di Lowell Sherman (1933)
- Gabriel Over the White House, regia di Gregory La Cava (1933)
- One Man's Journey, regia di John S. Robertson (1933)
- The Man with Two Faces, regia di Archie Mayo (1934)
- Il giudice (Judge Priest), regia di John Ford (1934)